# کارلوس فوئنتس
کارلوس فوئنتس (به اسپانیایی: Carlos Fuentes Macías) (زاده ۱۱ نوامبر ۱۹۲۸ – درگذشته ۱۵ مه ۲۰۱۲) نویسنده مکزیکی و یکی از سرشناس‌ترین و پر آوازه‌ترین نویسندگان اسپانیایی زبان بود. آثار او به بسیاری از زبان‌ها ترجمه شده‌اند.

## زندگی
کارلوس فوئنتس در ۱۱ نوامبر ۱۹۲۸ در پاناماسیتی به دنیا آمد. مادرش برتا ماسیاس ریواس و پدرش رافائل فوئنتس بوئه‌تیگر است. پدر وی از دیپلمات‌های مشهور مکزیک بود و از این رو کودکی اش در کشورهای مختلفی سپری شد. در سال ۱۹۳۶ خانواده اش در شهر واشینگتن دی سی اقامت گزید و این باعث شد که با زبان انگلیسی نیز آشنا شود. دورهٔ متوسطه را در سانتیاگو، شیلی و بوئنوس آیرس گذراند.

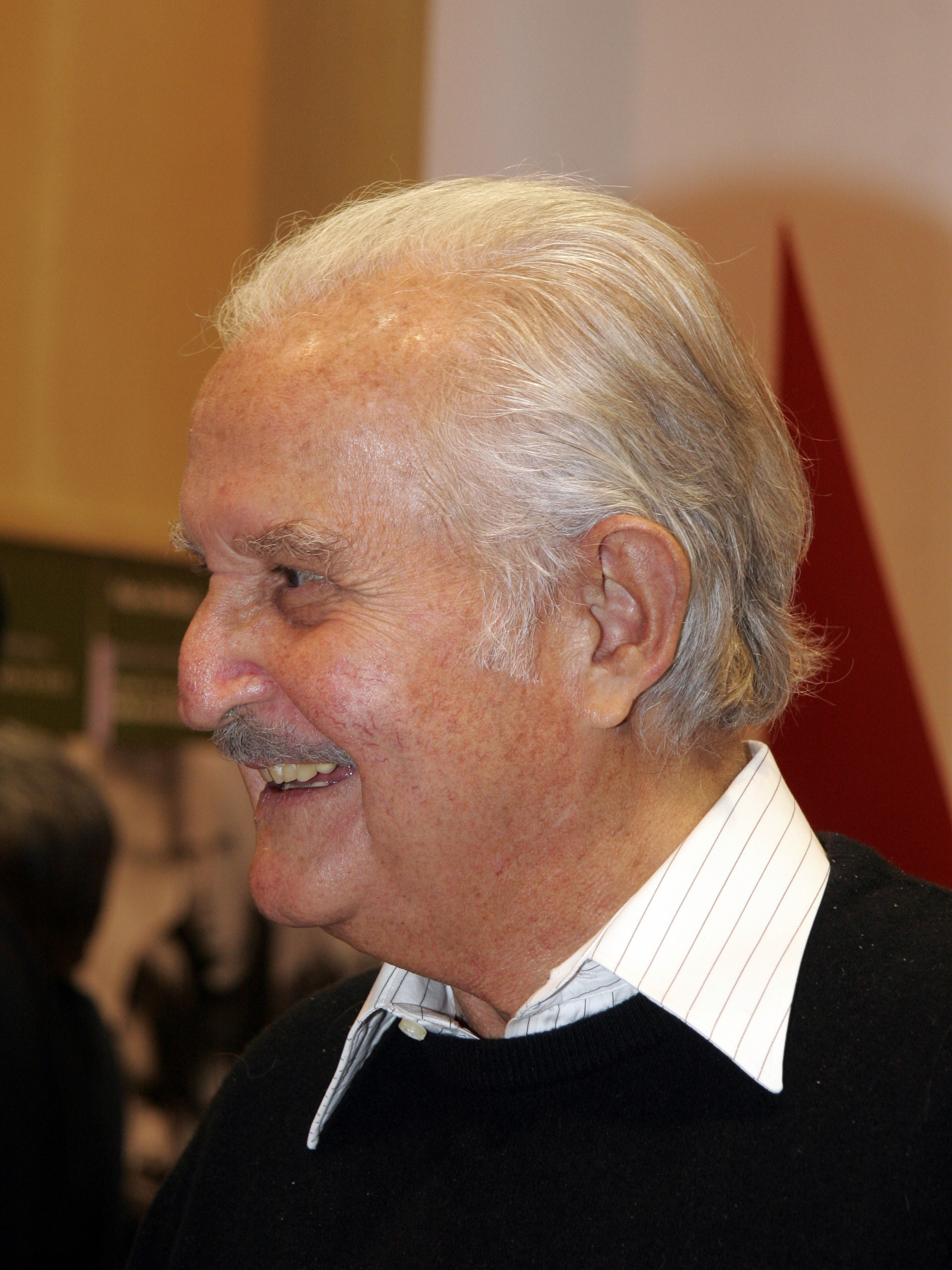
در سال ۲۰۰۹

در شانزده سالگی به مکزیک بازگشت و تا سال ۱۹۶۵ در آنجا بود. در مکزیکوسیتی به دانشگاه رفت و از دانشگاه ملی مکزیکو پایان‌نامه در رشته حقوق دریافت کرد. سپس تحصیلات تکمیلی خود را در انستیتو مطالعات عالی ژنو پیگیری کرد. در سال ۱۹۵۹ با بازیگر سینما به نام ریتا ماسدو ازدواج کرد، که این ازدواج تا سال ۱۹۷۳ ادامه داشت. او شغل پدر را ادامه داد و به دنیای سیاست وارد شد و برای نخستین بار در سال ۱۹۶۵ به‌عنوان سفیر مکزیک در لندن انتخاب شد و بعدها نیز در فرانسه و چند کشور دیگر اروپایی هم چون هلند، پرتغال و ایتالیا نیز سفیر بود. نخستین مجموعه داستان‌های کوتاه فوئنتس در سال ۱۹۵۴ منتشر شد. در سال ۱۹۷۸ زمانی که سفیر مکزیک در فرانسه بود در اعتراض به گزینش گوستاو دیاز اورداز به عنوان سفیر مکزیک در اسپانیا از سمت خود کناره‌گیری کرد. علت استعفای فوئنتس این بود که در زمان ریاست جمهوری دیاز اورداز در سال ۱۹۶۸ ارتش دانشجویان معترض در مکزیکو سیتی را به گلوله بسته بود.«فوئنتس» که در دانشگاه‌های مطرحی چون پرینستون، هاروارد، پنسیلوانیا، کلمبیا، کمبریج، براون و جورج میسون سابقهٔ تدریس داشت. فوئنتس در دومین ازدواجش با روزنامه‌نگار و گزارشگری به نام سیلویا لموس ازدواج کرد. فوئنتس پدر سه فرزند بود، که دو تن از آن‌ها را زمانی که در قید حیات بود از دست داد. در سال ۱۹۹۹ پسر خود را که به بیماری هموفیلی دچار بود از دست داد و سال ۲۰۰۵ نیز دختر وی ناتاشا بر اثر مصرف بیش از حد مواد مخدر از دنیا رفت. از وی یک فرزند دختر باقی است.
سال ۱۹۸۸ منتقدی به او لقب چریک خوش‌پوش داد، مجله‌ای که این مطلب در آن چاپ شده بود متعلق به رفیق قدیمی فوئنتس یعنی اکتاویو پاز شاعر بود. پس از این اتفاق فوئنتس هرگز با پاز سخن نگفت و حتی در مراسم تدفین او در سال ۱۹۹۸ نیز شرکت نکرد. فوئنتس هشتادمین سال‌روز تولدش را در حضور برندگان نوبل ادبیات جشن گرفت. نویسندهٔ بلندآوازهٔ مکزیکی در مراسمی با حضور گابریل گارسیا مارکز و نادین گوردیمر - دو نویسندهٔ برندهٔ نوبل ادبیات - و فیلیپ کالدرون، رئیس‌جمهور مکزیک و رهبران پیشین شیلی و اسپانیا، هشتادمین سال‌روز تولدش را جشن گرفت. او در روز سه‌شنبه، ۱۵ مهٔ ۲۰۱۲ در ۸۳ سالگی درگذشت. فوئنتس بر اثر مشکلات قلبی در بیمارستان جان سپرد. به گزارش خبرگزاری آسوشیتد پرس پزشک معالج فوئنتس اعلام کرد که وی دچار خونریزی داخلی شده بوده‌است. مرگ او توسط جولیو اورتگا، نویسنده زندگی‌نامه فوئنتس و استاد مطالعات اسپانیایی دانشگاه برآون، جایی که فوئنتس خود نیز سال‌ها در آن تدریس می‌کرد، تأیید شد. فیلیپ کالدرون، رئیس‌جمهوری مکزیک، در پیامی به مناسبت درگذشت فوئنتس با ابراز اندوه عمیق از درگذشت وی از فوئنتس به‌عنوان نویسنده‌ای مکزیکی و در عین حال جهانی یاد کرد.

## نویسندگی
در ۲۹ سالگی نخستین رمان خود با عنوان «جایی که هوا صاف است» را منتشر کرد. آخرین رمان فوئنتس ولاد نام دارد که در زمان حیاتش به چاپ نرسید. فوئنتس دربارهٔ این رمان گفته بود که این کتاب داستان زندگی یک خون‌آشام است. ولاد از اقامت خود در اروپا خسته می‌شود و به مکزیکوسیتی سفر می‌کند.

### سبک و شیوه
فوئنتس با توجه به شغل سیاسی اش رویدادهای تاریخ معاصر و جهان سیاست را دستمایه داستان‌های خود قرار می‌داد و با سبک نگارشی ای که ویژه خود او بود هم‌زمان با ظهور دیگر نویسندگان مطرح اسپانیایی زبان نظیر ماریونا آزوئلا، خوآن رولفو و لائورا اسکیبل به ادبیات معاصر مکزیک جانی تازه بخشید و نام خود را در کنار نویسندگان نامدار اسپانیایی زبان همچون گابریل گارسیا مارکز و ماریو بارگاس یوسا قرار داد. کارلوس فوئنتس در لایه‌لایه آثار خود به بازگویی تاریخ مکزیک در آمیزش با تم‌های عشق، مرگ و خاطره پرداخته‌است. گفته می‌شود که وی مکزیک را در آثار خود خلق کرده‌است.

کارلوس فوئنتس در گفتگو با مجله معتبر «پاریس ریویو» در شماره ۸۲ زمستان سال ۱۹۸۱ شیوه نوشتن خود را چنین توصیف می‌کند:
من نویسنده صبحگاهی هستم. از ساعت هشت و نیم شروع می‌کنم به نوشتن با قلم و تا ساعت دوازده و نیم ادامه می‌دهم و بعد می‌روم شنا سپس برمی‌گردم و ناهار می‌خورم و بعدازظهر کتاب می‌خوانم. بعد هم می‌روم پیاده‌روی تا برای نوشتن روز بعد آماده شوم. قبل از اینکه مشغول نوشتن شوم باید تمام کتاب را در ذهنم نوشته باشم. اینجا در پرینستون (فوئنتس در زمان مصاحبه در این دانشگاه تدریس می‌کرد) همیشه مسیری مثلثی شکل را پی می‌گیرم: به خانه انیشتین در خیابان مرسر می‌روم، بعد به خانه توماس مان در خیابان استاکتن و بعد به خانه هرمان بروچ. پس از دیدار از این سه خانه به خانه خودم می‌روم و وقتی به خانه می‌رسم شش تا هفت صفحه را که باید فردا بنویسم در ذهن دارم. اول با مداد می‌نویسم و پس از آن که حس کردم داستان آنجاست، آن را به کناری می‌گذارم. بعد دستنویس را تصحیح می‌کنم و خودم آن را ماشین می‌کنم و تا آخرین لحظه آن را اصلاح می‌کنم. وقتی داستان را روی کاغذ می‌آورم درواقع کار آن تمام شده‌است: نه صحنه‌ای از قلم افتاده و نه بخشی. دقیقاً می‌دانم قرار است چه رخ بدهد، کم و بیش همه چیز ثابت می‌ماند. در این مواقع درواقع عنصر غافلگیری را درون خودم قربانی می‌کنم.
فوئنتس معتقد بود آهنگ زندگی اکثر مکزیکی‌ها با مشکلات، خشونت و نارضایتی دائمی از وضعیت خود آمیخته‌است و او خواهان دمیدن قدرتی تازه در این آوای نحیف است. او می‌گفت که آثارش همگی دربارهٔ ترس هستند. احساس جهانی ترس از اینکه چه کسی از در وارد می‌شود، چه کسی ما را دوست دارد، چه کسی را دوست داریم و چگونه به اشتیاق‌مان می‌رسیم.

یکی از تم‌های غالب آثار فوئنتس سکس است، که هر از چندی برایش دردسرساز نیز شده‌است. رمان «پوست‌انداختن» او در اسپانیا «پورنوگرافیک، کمونیستی، ضد مسیحیت، ضد آلمان و طرفدار یهودیت» خوانده شد و اجازه انتشار نیافت. با این همه برای او سکس و تمام صحنه‌های پورنوگرافیک رمان‌هایش جز ادبیات هیچ معنای دیگری ندارد. در یکی از مصاحبه‌هایش می‌گوید: «سکس نیز مانند هر چیز دیگر در زندگی مسیری به سوی ادبیات است؛ بدون ادبیات، هیچ معنایی ندارد. من یک جانور ادبی هستم. برای من همه چیز به ادبیات ختم می‌شود.»

## لیست کارهای فوئنتس

### رمان‌ها
- (۱۹۵۸) یک جای روشن و تمیز، La Región Más Transparente - Where the Air is Clear
- (۱۹۶۱) آسوده‌خاطر، The Good Conscienc، ترجمهٔ محمد امین لاهیجی
- (۱۹۶۱) آئورا، Aura، ترجمهٔ عبدالله کوثری، نشر نی
- (۱۹۶۲) مرگ آرتیمو کروز، The Death of Artemio Cruz، ترجمهٔ مهدی سحابی، نشر نگاه
- (۱۹۶۷) پوست انداختن، A Change of Skin، ترجمهٔ عبدالله کوثری، نشر آگاه
- (۱۹۶۷) مکان مقدس، Holy Place - Zona sagrada
- (۱۹۶۹) تولد، Cumpleaños - Birthday
- (۱۹۷۵) سرزمین ما، Terra Nostra
- (۱۹۷۸) سر هیدرا، La cabeza de la hidra - Hydra Head، ترجمهٔ کاوه میرعباسی، نشر آگاه
- (۱۹۸۰) آب سوخته، Agua quemada - Burnt Water، ترجمهٔ علی اکبر فلاحی، نشر ققنوس
- (۱۹۸۰) خویشاوندان دور، Una familia lejana "Also known as" - Distant Relations، ترجمهٔ مصطفی مفیدی، نشر نیلوفر
- (۱۹۸۵) گرینگوی پیر، Gringo viejo - The Old Gringo، ترجمهٔ عبدالله کوثری، نشر طرح نو
- (۱۹۸۷) کریستوفر نازاده، Cristóbal Nonato - Christopher Unborn
- (۱۹۹۱) Ceremonias del alba
- (۱۹۹۲) نبرد، The Campaign ترجمه عبدالله کوثری نشر ماهی، ۱۳۹۴
- (۱۹۹۴) درخت پرتقال، The Orange Tree- El naranjo، ترجمهٔ علی اکبر فلاحی، نشر ققنوس
- (۱۹۹۵) دیانا: الهه ایی که به تنهایی شکار می‌کند، Diana: the Goddess Who Hunts Alone- Diana o la cazadora solitaria
- (۱۹۹۶) مرز بلورین، The Crystal Frontier - La frontera de cristal
- (۱۹۹۶) دورانی جدید برای مکزیک، A New Time for Mexico
- (۱۹۹۹) سالهای با لورا دیاز، The Years With Laura Diaz - Los años con Laura Díaz
- (۱۹۹۹) لائور ادیاس، Los años con Laura Díaz - The Years With Laura Diaz، ترجمهٔ اسدالله امرایی، نشر کتاب‌سرای تندیس
- (۲۰۰۱) اینس، Inez - Instinto de Inez، ترجمهٔ اسدالله امرایی، نشر مروارید
- (۲۰۰۳) سریر عقاب، The Eagle's Throne- La Silla del Águila
- (۲۰۰۶) خانواده‌های خوشبخت، Happy Families- Todas las Familias Felices
- (۲۰۰۸) سرنوشت و آرزو، La Voluntad y la Fortuna
- (۲۰۰۹) Adán en Edén
- (۲۰۱۰) Vlad
- (۲۰۱۲) Federico en su Balcón

### داستانهای کوتاه
- Los días enmascarados ۱۹۵۴
- Cantar de ciegos ۱۹۶۴
- Chac Mool y otros cuentos ۱۹۷۳
- Agua quemada ۱۹۸۳
- Dos educaciones. ۱۹۹۱
- Los hijos del conquistador ۱۹۹۴

کنستانسیا ترجمه عبدالله کوثری
- Inquieta compañía ۲۰۰۴
- Las Dos Elenas

### تئاتر
- Todos los gatos son pardos ۱۹۷۰
- El tuerto es rey ۱۹۷۰
- Los reinos originarios ۱۹۷۱
- ۱۹۸۲ ارکیده‌ها در مهتاب، Orquídeas a la luz de la luna. Comedia mexicana، ترجمه مهدی موسوی
- Ceremonias del alba ۱۹۹۰

## مقالات در زبان فارسی
- ۱۹۸۸ خودم با دیگران (به تازگی با نام از چشم فوئنتس) ترجمهٔ عبدالله کوثری.